# Bertrand Guillaume Carcel
Bertrand Guillaume Carcel est un horloger français né le 11 novembre 1750 et mort à Paris le 13 novembre 1812.
Il est l'inventeur des lampes mécaniques Carcel (en) ou lycnomènes (lampes à huile, à rouages et à piston).

## La lampe Carcel
Guillaume Carcel met au point en 1800 sa lampe à huile (de colza, par exemple) comportant une pompe aspirante-refoulante actionnée par un moteur d'horlogerie, qui assure l'alimentation constante de la mèche. Le réservoir n'est plus latéral : il est maintenant sous le brûleur. Cette lampe, sur pied, a un brûleur à mèche cylindrique et un porte-verre mobile pour régler la flamme. Le verre-cheminée est à étranglement au niveau de la flamme.
La lampe Carcel, réputée coûteuse et fragile, était réservée à une clientèle fortunée.
Sa veuve et son gendre M. Zier, tenaient toujours en 1821, les ateliers et la boutique du 8  rue de l'Arbre-Sec à Paris. L'artiste-peintre Delphine Alexandrine Zier (1817-1904), élève de Louis Hersent et Louise Adélaïde Desnos, qui expose des tableaux au Salon de  1853 à 1872, est sa petite-fille.

## Une ancienne unité de mesure
Le carcel est une ancienne unité de mesure d'intensité lumineuse : 1 carcel = 9,8 candelas.

## Postérité
La rue Carcel, dans le 15e arrondissement de Paris fut nommée en son honneur.